# Tre tocchi
Tre tocchi è un film del 2014 diretto da Marco Risi.
Il film è presentato al Festival internazionale del film di Roma 2014.

## Trama
Le storie di sei uomini, apparentemente diverse tra loro, sono accomunate dalle passioni dei protagonisti per il calcio e il lavoro.

## Distribuzione
Il film esce il 13 novembre 2014.

## Promozione
Il film viene promosso all'@edicolafiore di Fiorello il 20 novembre con ospiti gli attori Jonis Bascir, Massimiliano Benvenuto e Letizia Ciampa e con un'improvvisazione della colonna sonora cantata da Silvia Aprile.

## Curiosità
Sia il regista Marco Risi che alcuni degli attori fanno parte dell'associazione ItalianAttori, presente nel film.